# Lorenzo de Aldana
Pour les articles homonymes, voir Aldana.
Lorenzo de Aldana, né en 1508 à Cáceres et mort à Arequipa en 1571, est un conquistador espagnol.

## Biographie
Lorenzo de Aldana est né en 1508 à Cáceres en Estrémadure dans le royaume de León, qui faisait alors partie de la couronne de Castille. Il est le fils de Francisco de Aldana et de María Prieto de Ulloa, descendant d'une famille noble, et était également lié aux familles les plus importantes de la région de Cáceres.
Parmi ses parents les plus remarquables figurent son frère Hernando de Aldana, qui participera à la capture de Cajamarca et à la capture d'Atahualpa, le capitaine Diego García de Paredes, le capitaine Francisco Hernández Girón, le capitaine Francisco de Godoy et le capitaine Pedro Alvarez Holguín (es).
À l'âge de 20 ans, en octobre 1528, il arrive à Santa Marta sur la côte de la mer des Caraïbes dans le Nouvel Empire de Grenade avec l'expédition du gouverneur García de Lerma (es). Il participe à la guerre de la Nouvelle Grenade.
Après avoir participé à la conquête du Pérou, le 3 juillet 1535, il part à la conquête du Chili avec les forces de Diego de Almagro mais la pénurie alimentaire et les difficultés qui surgissent, font échouer l'expédition qui revient au Pérou. Lorenzo de Alfana quitte alors les rangs d'Almagro et se range du côté de Francisco Pizarro. Il se distingue dans toutes les missions qu'il lui confie.
Compte tenu de son extraordinaire capacité de gestion et en l'absence de Sebastián de Belalcázar, gouverneur du Popayán, Francisco García de Tovar est nommé gouverneur par intérim de la province et exerce le commandement de 1538 à 1539. Aldana est nommé quant-à lui, lieutenant-gouverneur par intérim de Quito le 9 novembre 1538. Pizarro l'envoie succéder à Tovar comme gouverneur par intérim du Popayán car il déplore la famine qui règne dans le pays. Aldana doit arrêter Belalcázar et le conduire à Lima, mais, complice, le fait avertir. Adana intervient alors dans la pacification et la colonisation de la région, pour laquelle il projette de fonder plusieurs villes.
En 1539, il décide de transférer de la vallée de Yacuanquer à la vallée d'Atriz, la ville fondée par Belalcázar sous le nom de Villaviciosa de la Concepción et qui deviendra plus tard Villaviciosa de Pasto (l'actuelle ville de San Juan de Pasto). Son subordonné, le maréchal Jorge Robledo, fonde Anserma le 15 août 1539, Cartago le 9 août 1540 et Antioquia le 25 novembre 1541.
À la fin de sa mission intérimaire, il retourne à Lima et, après la mort de Francisco Pizarro, se range du côté de son frère Gonzalo Pizarro, qui est nommé premier gouverneur de Quito et reconnu par les conseils municipaux le 1er décembre 1540. En 1543, Aldana vit à Lima et l'année suivante, il est nommé juge de la capitale. En 1546, Gonzalo Pizarro aspire à être nommé gouverneur du Pérou et envoie Lorenzo de Aldana en Espagne avec la mission de demander cette prébende devant la Cour.
Aldana part ainsi pour l'Espagne. Il passe par Panama et rencontre l'envoyé spécial du roi, Pedro de la Gasca, qui arrive, avec des pouvoirs royaux spéciaux, pour punir les indisciplinés qui ne veulent pas se conformer aux nouvelles lois. La Gasca parvient à convaincre Lorenzo et à l'enrôler dans ses rangs. Il retourne dans la capitale péruvienne et sur ordre de l'envoyé spécial, Aldana est nommé lieutenant-gouverneur et capitaine général de Lima.
Après de nombreuses tentatives pour pacifier les rebelles, La Gasca déclare la guerre à ceux qui ne veulent pas se conformer aux ordres royaux mais il ne parvient pas à incorporer Gonzalo dans sa rébellion. La mort du vice-roi Blasco Núñez Vela aggrave les choses et les conséquences de l'incident entrainent la bataille de Jaquijaguana le 9 avril 1548, où les troupes rebelles de Gonzalo Pizarro sont vaincues par les forces royales commandées par La Gasca. Lorenzo de Aldana participe à la bataille.
Gonzalo Pizarro et son lieutenant Francisco de Carvajal, sont faits prisonniers et décapités. Comme Lorenzo de Aldana a été membre des rangs de Gonzalo, il est également impliqué mais est finalement libéré en raison de sa loyauté à l'égard de La Gasca.
Le Pérou pacifié et le conflit rebelle résolu, Lorenzo de Aldana se retire des armes, de la politique et des intrigues péruviennes et s'installe à Charcas (aujourd'hui Sucre) en tant qu'encomendero et trésorier. Il y vit jusqu'en 1559. En plus des postes qu'il occupe, il est chevalier de l'Ordre d'Alcántara.
Postérieurement à cette date, et sans en connaître les raisons, il part résider à Arequipa où il meurt en 1571.